# Koiči Oita
Koiči Oita (japonsko 種田 孝一), japonski nogometaš, * 9. april 1914, Tokio, Japonska, † 11. september 1996.
Za japonsko reprezentanco je odigral dve uradni tekmi.